# Paksa Katalin
Paksa Katalin (Zalaegerszeg, 1944. február 8. – 2021. február 13.) Széchenyi-díjas népzenekutató, a Magyar Tudományos Akadémia doktora.

## Életpályája
1967-ben szerzett diplomát a Liszt Ferenc Zeneművészeti Főiskola középiskolai énektanár- és karvezetőképző tanszakán, majd 1971-től lett tudományos segédmunkatársa a Magyar Tudományos Akadémia Népzenekutató Csoportjának. Az intézmény az 1974. évi egyesítés után pedig a Zenetudományi Intézet Népzenei Osztály néven működött tovább. 1974-től mint tudományos munkatárs, 1990-től pedig tudományos főmunkatárs, majd 1995 és 1998 között osztályvezetőként dolgozott. Kandidátusi fokozatát 1988-ban, akadémiai doktori címét 2003-ban szerezte meg. Tagja az MTA Zenetudományi Bizottságának, a Doktori Tanács zenetudományi szakbizottságának. Választmányi tagja volt a Magyar Néprajzi Társaságnak és elnökségi tagja a Magyar Kodály Társaságnak is.

## Kutatási témái
- A magyar népzene rendszerezése és összkiadása, a népzenei előadásmód, a zenei ékesítés vizsgálata.
- Táji monográfiák (Szeged környéke, Alföld népzenéje) kutatása, a néptánc és népzene kapcsolata.
- A 19. századi magyar népzenekutatás feldolgozása.

## Főbb művei
- Bodza Klárával közösen írt Magyar népi énekiskola I.
- Magyar népzenetörténet (1995) Ugrós táncok zenéje (2002)

## Díjai
- Szabolcsi Bence-díj (2002)
- Ipolyi Arnold-díj OTKA (2003)
- Széchenyi-díj (2006)

## Legfontosabb publikációi
- A Magyar Népzene Tára XII. Népdaltípusok 7. (Budapest: Balassi Kiadó, 2011. 1216 p.)
- Az ugrós táncok zenéje. (Budapest: L’Harmattan, 2010. 366 p.)
- Magyar népzenetörténet. (Budapest: Balassi Kiadó, 1999, 2002, 2008, 2012. 387 p.)
- A Magyar Népzene Tára X. Népdaltípusok 5. (Budapest: Balassi Kiadó, Budapest, 1997. 1205 p.)
- A magyar népdal díszítése. (Budapest: MTA Zenetudományi Intézet, 1993. 488 p.)